# John Paterson (arbitre)
John Wright Paterson est un ancien arbitre écossais de football des années 1960 et 1970.

## Carrière
Il a officié dans deux compétitions majeures : 
- JO 1976 (2 matchs)
- Coupe des villes de foires 1966-1967 (?? matchs)